# Henri Villaine
Pour les articles homonymes, voir Villaine.
Henri Villaine, né le 25 décembre 1813 à Nantes où il est mort le 16 août 1858, est un peintre français.

## Biographie
Henri Villaine est le fils de Louis Pierre Villaine, charpentier, et de Louise Orain. 
En 1843, il concourt pour le prix de Rome et débute au Salon.
Il meurt à l'âge de 44 ans à Nantes. 